# SIAI S.9

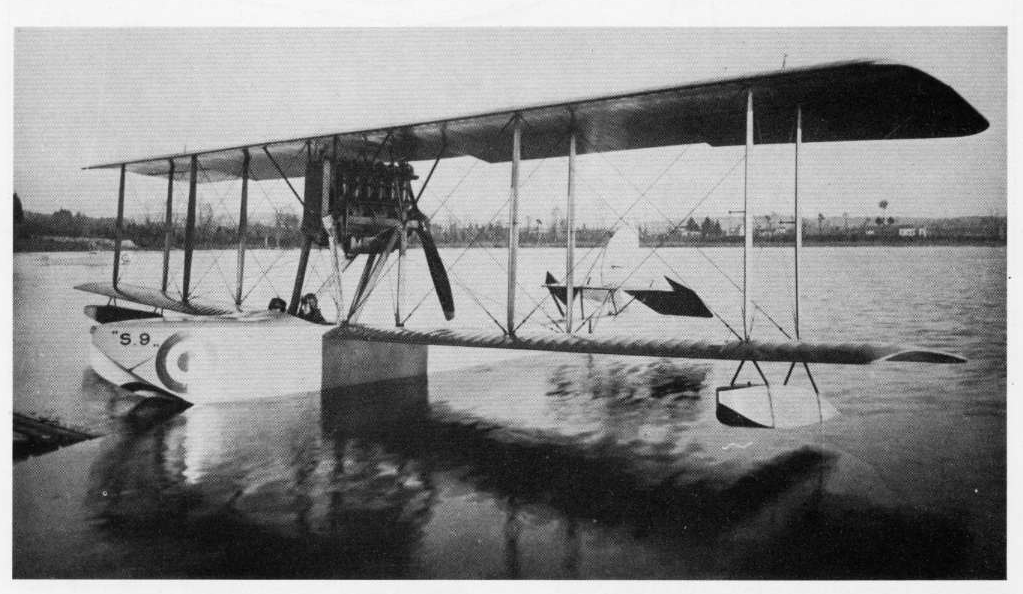
Erste Version mit stark ausgeprägter Wölbung der Flügel

Die S.I.A.I. (Savoia) S.9 war ein italienisches Flugboot, das 1918 von Societa Idrovolanti Alta Italia hergestellt und als Aufklärungsflugzeug eingesetzt wurde. Angeblich sollen auch französische Ingenieure an der Entwicklung beteiligt gewesen sein. Die S.9 wurde in Frankreich unter der Bezeichnung CAMS C-9 in Lizenz hergestellt. Eine Absturzserie sorgte für negative Popularität des Flugzeugs.

## Geschichte
Die S.9 entstand aus den Erfahrungen mit der SIAI S.8, dennoch blieb der Erfolg der Maschine aus. 
Zwei ausgelieferte S.9 gingen beim Überführungsflug nach Finnland verloren. Beide Flugboote starteten am 7. September 1920 in Sesto Calende am Südende des Lago Maggiore, wo sie hergestellt worden waren. Die erste Maschine war mit dem 30-jährigen Piloten Väinö Werner Mikkola und dem erfahrenen 26-jährigen Navigator Oberleutnant Äly Durchman besetzt, Carl Erik Leijer flog in der zweiten Savoia S.9 mit dem italienischen Bordmechaniker Carlo Riva. Plötzlich auftretende Propellerschäden ließen beiden Besatzungen keine Chance: Die Propeller lösten sich während des Fluges in ihre Bestandteile auf und beschädigten die empfindliche Konstruktion massiv, ein Absturz war unvermeidbar. Mikkola und Durchman stürzten südlich des Tödi auf dem bündnerischen Gliemsgletscher ab. Die von Leijer gesteuerte «Savoia» stürzte vor Zollikon in den Zürichsee.
Der Untersuchungsbericht der Staatsanwaltschaft Zürich vom 8. Februar 1922 kam zum Schluss, «dass die Leimung der Luftschraubenlamellen sehr schlecht war». Dies zerlegte den Propeller im Flug in seine Einzelteile; in diesem Zusammenhang wurde auch von Sabotage geredet. Das schweizerische Luftamt schloss diese Möglichkeit in seinem Bericht nicht gänzlich aus, brachte aber auch grobe Fahrlässigkeit der Savoia-Arbeiter ins Spiel.

## Konstruktion
Die Tragflächenverspannung war ungewöhnlich für einen einstieligen Doppeldecker. Am Kreuzungspunkt der Verspannungsdrähte war zwischen den Tragflächen eine zusätzliche Hilfsstrebe eingefügt, sodass das Aussehen eines zweistieligen Doppeldeckers entstand. Der bootsförmige Rumpf bestand aus Holz, die Tragflächen waren mit Stoff bespannt und besaßen verstärkte Vorderkanten. Der Antrieb bestand aus einem Fiat A 12bis Motor mit 300 PS, der einen Zweiblattpropeller antrieb. Die S.9 hatte, wie schon die S.8, ein 7,7-mm-MG sowie die Möglichkeit 50-kg-Bomben unter den Tragflächen mitzuführen.

## Technische Daten
| Kenngröße             | Daten                                            |
| --------------------- | ------------------------------------------------ |
| Besatzung             | 2                                                |
| Länge                 | 10 m                                             |
| Spannweite            | 13,20 m                                          |
| Höhe                  | 3,9 m                                            |
| Flügelfläche          | 48 m²                                            |
| Startmasse            | 1740 kg                                          |
| Antrieb               | ein Fiat A 12bis Motor mit 300 PS (221 kW)       |
| Reisegeschwindigkeit  | 140 km/h                                         |
| Höchstgeschwindigkeit | 170 km/h                                         |
| Reichweite            | 560 km                                           |
| Bewaffnung            | ein 7,7 mm MG 50 kg Bomben unter den Tragflächen |